# Armilláris gömb

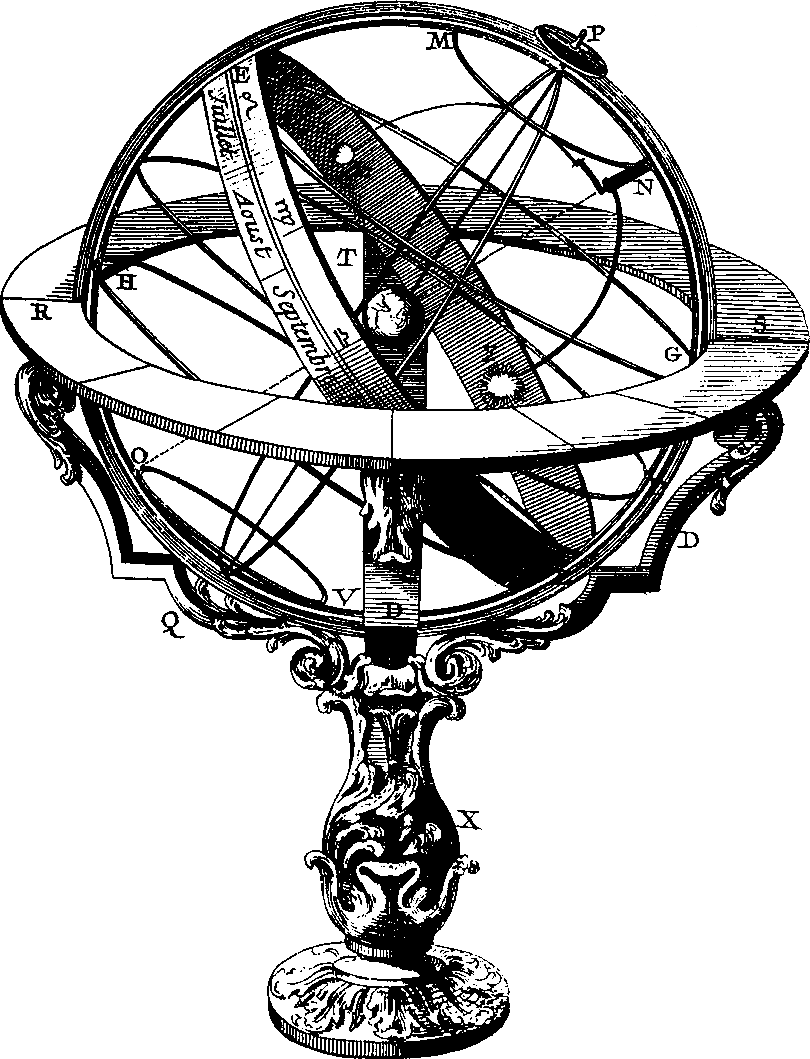
Armilláris gömb

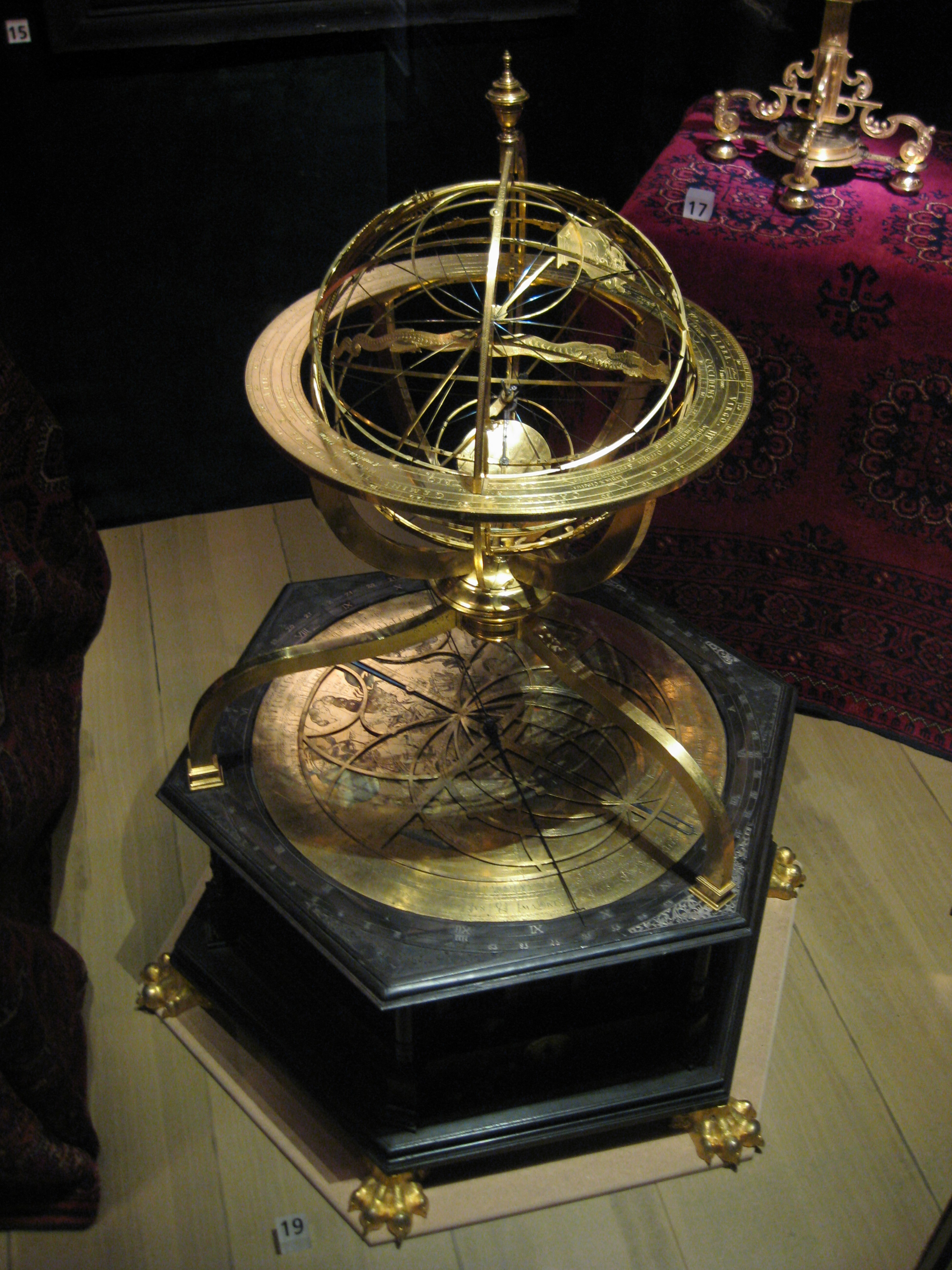
Armilláris gömb csillagászati órával (bronz, acél, ébenfa). A műszert 1585-ben készítette Kasselben Jost Bürgi és Antonius Eisenhoit. A Prágát 1648-ban kifosztó svéd csapatok több más értéktárggyal ezt is magukkal vitték, így jelenleg Stockholmban, az Északi Múzeumban (Nordiska Museet) tekinthető meg. „Felirata: Johannes Kepler ezzel az armilláris szférával tanulmányozta a csillagokat”.

Az armilláris gömb, vagy armilláris szféra (régiesen: gyűrűs teke) egy körgyűrűkből álló csillagászati eszköz, amit főleg az ókorban és a középkorban használtak. Szokás az égbolt modelljeként is emlegetni.
A latin armilla szóból ered, amelynek jelentése karperec, karkötő. Kr. e. 255-ben alkotta meg az első armilláris gömböt Eratoszthenész, görög matematikus.
A fémgyűrűk az éggömb legfőbb köreinek, vagyis az Egyenlítőnek (ekvátornak), az ekliptikának, a horizontnak, a meridiánnak a különböző térítő- és sarkköröknek feleltek meg. Ezeket a gyűrűket szögmérésre alkalmas skálabeosztással látták el. A szerkezet központjában egy gömb foglalt helyet, amely eleinte a Földet, később a Napot demonstrálta. Segítségével valójában a központi bolygó körüli csillagok mozgását lehetett megfigyelni, modellezni.
A középkor elején eltűnt Európából, és csak később, Bizáncból , az arabok közvetítésével jelent meg ismét a kontinens tudományos életében. Egyre tökéletesebb modelleket alkottak, és a reneszánsz korban az armilláris gömbök már a bölcsesség, a tudás és a hatalom szimbólumai voltak. A kor festményein gyakran jelentek meg uralkodók vagy más előkelőségek egyik kezükben armilláris gömböt tartva. Az egyszerűen működő mechanikus szerkezet több bonyolultabb műszer megalkotásához is ihletet adott. A mai portugál zászlóban is megjelenik az armilláris gömb, ami I. Mánuel, portugál király uralkodásától nemzeti jelképpé vált. Messze az európai eszmétől Kínában is építettek az armilláris gömbhöz hasonló szerkezetet, ami a Távol-Keleten az asztrológia fejlődését szolgálta. Az armilláris szférák a 18–19. században is népszerűek maradtak. A korábban általában fémből készült, drága, vagy fából összeállított egyedi darabok után tömegesen készültek kartonra nyomtatott gyűrűkből álló példányok. Dísztárgyként ma is népszerű.